# 拉多姆卡
51°56′16″N 32°33′40″E / 51.93778°N 32.56111°E
拉多姆卡（烏克蘭語：Радомка），是烏克蘭北部的村莊，隸屬切爾尼希夫州的諾夫霍羅德-錫韋爾斯基區。該村始建於1706年，面積2.1平方公里，海拔高度166米，2001年人口741，人口密度每平方公里349.5人。